# ميلتون باروس
ميلتون باروس (بالبرتغالية: Milton Barros) مواليد 21 يونيو 1984 في أنغولا، هو لاعب كرة سلة أنغولي. بدأ مسيرته الاحترافية في سنة 2000. يحمل الرقم 18. مثّل منتخب بلاده. شارك في دورة الألعاب الأولمبية الصيفية سنة 2008. حقق المركز الأول في بطولة أمم أفريقيا لكرة السلة 2007.

## سجل المنافسة
شارك في المنافسات التالية:
- كأس العالم لكرة السلة 2014
- الألعاب الأولمبية الصيفية 2008

## الميداليات
| الميدالية | المسابقة                          |
| --------- | --------------------------------- |
| ذهبية     | بطولة أمم أفريقيا لكرة السلة 2007 |
| ذهبية     | بطولة أمم أفريقيا لكرة السلة 2013 |
| فضية      | بطولة أمم أفريقيا لكرة السلة 2011 |

## روابط خارجية
- ميلتون باروس على موقع الاتحاد الدولي لكرة السلة (الإنجليزية)
- ميلتون باروس على موقع كرة السلة الأوروبية.كوم (الإنجليزية)
- ميلتون باروس على موقع ريلجم (الإنجليزية)
- ميلتون باروس على موقع بروبوليرز (الإنجليزية)
- ميلتون باروس على موقع سبورتس رفرنس (الإنجليزية)
- ميلتون باروس على موقع أوليمبيديا (الإنجليزية)